# Mémento (patron de conception)
 (octobre 2014).
- Si vous ne connaissez pas le sujet, laissez ce bandeau (vous pouvez alors contacter les auteurs).
- Si vous supprimez le contenu mis en cause (vous pouvez préalablement contacter les auteurs),

argumentez précisément cette suppression dans la page de discussion
(un manque de référence n'est pas un argument ; une recherche réelle de référence doit avoir été effectuée, être formellement documentée).
Pour les articles homonymes, voir Memento.
Le patron mémento est un patron de conception logiciel qui permet de restaurer un état précédent d'un objet (retour arrière) sans violer le principe d'encapsulation.
Le mémento est utilisé par deux objets : le créateur et le gardien. Le créateur est un objet ayant un état interne (état à sauvegarder). Le gardien agit sur le créateur de manière à conserver la possibilité de revenir en arrière. Pour cela, le gardien demande au créateur, lors de chaque action, un objet mémento qui sauvegarde l'état de l'objet créateur avant la modification.
Afin de ne pas casser le principe d'encapsulation, l'objet mémento est opaque (le gardien ne peut, ou ne devrait pas, le modifier). Lors de l'utilisation de ce patron, une attention toute particulière doit être prise afin de vérifier si le créateur modifie d'autres objets ou ressources : le patron mémento doit opérer sur un seul objet.
Des exemples classiques du patron mémento incluent le générateur de nombres pseudo-aléatoires, la machine à états finis, la fonction « annulation ».

## Exemple
Cet exemple programmé en Java illustre l'usage du patron de conception mémento pour réaliser une commande de type annuler.